# Загороднева, Зоя Георгиевна
Зоя Георгиевна Загороднева (род. 15 октября 1940, Москва, СССР) — советский передовик производства в сельском хозяйстве, Герой Социалистического Труда (1985).

## Биография
Родилась в 1940 году в Москве.
С 1955 года работала дояркой экспериментального хозяйства «Немчиновка» Научно-исследовательского института сельского хозяйства центральных районов Нечернозёмной зоны на территориях сформированного в 1965 году Одинцовского района Московской области.
В 1968 году на главной ферме опытно-производственного хозяйства «Немчиновка» первой надоила от своей группы коров в среднем по 5000 килограммов молока с коровы за год, а в 1978 году стала «шеститысячницей».
8 апреля 1971 года и 13 марта 1981 года Указом Президиума Верховного Совета СССР «за высокие производственные достижения и отличия в труде» награждалась соответственно Орденом Трудового Красного Знамени и Орденом Октябрьской революции.
В 1984 году установила рекорд, надоив в среднем по 8270 килограммов молока от каждой коровы в своей группе за год.
14 марта 1985 года Указом Президиума Верховного Совета СССР «за достижение выдающихся успехов в повышении продуктивности дойного стада на основе внедрения интенсивных технологий, большой личный вклад в увеличение производства молока» Зоя Георгиевна Загороднева была удостоена звания Героя Социалистического Труда с вручением Ордена Ленина и золотой медали «Серп и Молот».
С 2010 года — на пенсии; живёт в Одинцовском районе Московской области (посёлки Немчиновка /Новоивановское); поёт в хоре «Новоивановские напевы».

## Награды и звания
Звание Героя Социалистического Труда (14.03.1985)
Медаль «Серп и Молот» (14.03.1985)
Орден Ленина (14.03.1985)
Орден Октябрьской революции (13.03.1981)
Орден Трудового Красного Знамени (8.04.1971)